# SBB Am 841
Die Am 841 ist eine Diesellokomotive der Schweizerischen Bundesbahnen (SBB). Die Fahrzeuge wurden von GEC Alstom Transport SA in Valencia als Baureihe GA-DE 900/AS hergestellt. Alstom hatte sie bereits vorher als Baureihe 311 an die spanischen Staatsbahnen RENFE geliefert. Der Unterschied zur Baureihe 311 ist gering (prinzipiell verschiedene Spurweiten und unter anderem die Sicherheitssteuerung). Es wurden zwischen 1996 und 1997 insgesamt 40 Exemplare beschafft.

## Geschichte
Bei den SBB bestand zu Beginn der 1990er-Jahre der Bedarf an einer Diesellokomotive zum Befördern von schweren Bauzügen, die im niedrigen Geschwindigkeitsbereich eine hohe Zugkraft aufbringen konnten. Dieser Bereich konnte mit den bisher vorhandenen Diesellokomotiven nur ungenügend abgedeckt werden, da die geeigneten Lokomotiven Bm 4/4 und Bm 6/6 für andere Aufgaben benötigt wurden, und die für diesen Zweck gebraucht gekauften Am 4/4 (ehemals DB-Baureihe V 200.0) nicht befriedigten. Deshalb wurde der Kauf neuer Diesellokomotiven im mittleren Leistungsbereich beschlossen, die neben dem Bauzügen auch für leichte Güterzüge im Streckendienst (Zustellfahrten über mehrere Stationen) geeignet ist. Die ersten 30 Lokomotiven wurden nach einer internationalen Ausschreibung 1994 bestellt, diese Bestellung wurde 1996 um zehn Stück erhöht.

## Technik
Es handelt sich um eine vierachsige dieselelektrische Lokomotive mit der Achsfolge Bo'Bo' und einem Mittelführerstand.
Als Traktionsmotor kommt ein MTU-Dieselmotor des Typs 8V 396 TB 14 zum Einsatz. Es handelt sich um einen einfachwirkenden Viertakt-Dieselmotor mit Direkteinspritzung und Abgasturboaufladung. Die Zylinder sind in V-Form mit einem Winkel von 90° angeordnet. Der Motor ist wassergekühlt und besitzt eine Zylinderbohrung von 165 mm bei einem Kolbenhub von 185 mm, woraus sich ein Gesamthubraum von 31,6 Liter ergibt. Das Verdichtungsverhältnis ist 13,5:1. Dem Motor ist direkt mit dem Drehstromhauptgenerator, dem Hilfsgenerator und zwei Hydrostatikpumpen verbunden. Das Kühlwasser wird mit einer Vorheizung auf die Betriebstemperatur von 40° gebracht.
Die vier Fahrmotoren sind als Asynchronmotoren mit Drehstromversorgung aufgebaut und werden mit variabler Spannung und Frequenz gespeist.
Sie besitzen eine Funkfernsteuerung und sind auch vielfachsteuerbar, d. h., es können bis zu drei Am 841 zusammen von einem Führerstand aus bedient werden. Die Vielfachsteuerung ist aber nur untereinander und mit keiner anderen Lokomotiv- oder Steuerwagenserie möglich.
Die Lokomotiven sind voll streckentauglich, alle Lokomotiven sind mit den Zugsicherungssystemen Signum und ZUB ausgeliefert worden. Bei allen Fahrzeugen wurde das Eurobalise-Transmission-Modul (ETM) zum Empfang von Informationen aus Eurobalisen und Euroloops nachgerüstet. Einige Lokomotiven sind mit ETCS ausgerüstet und sind damit auch auf  ETCS Level 2 Strecken einsetzbar.

## Betriebseinsatz

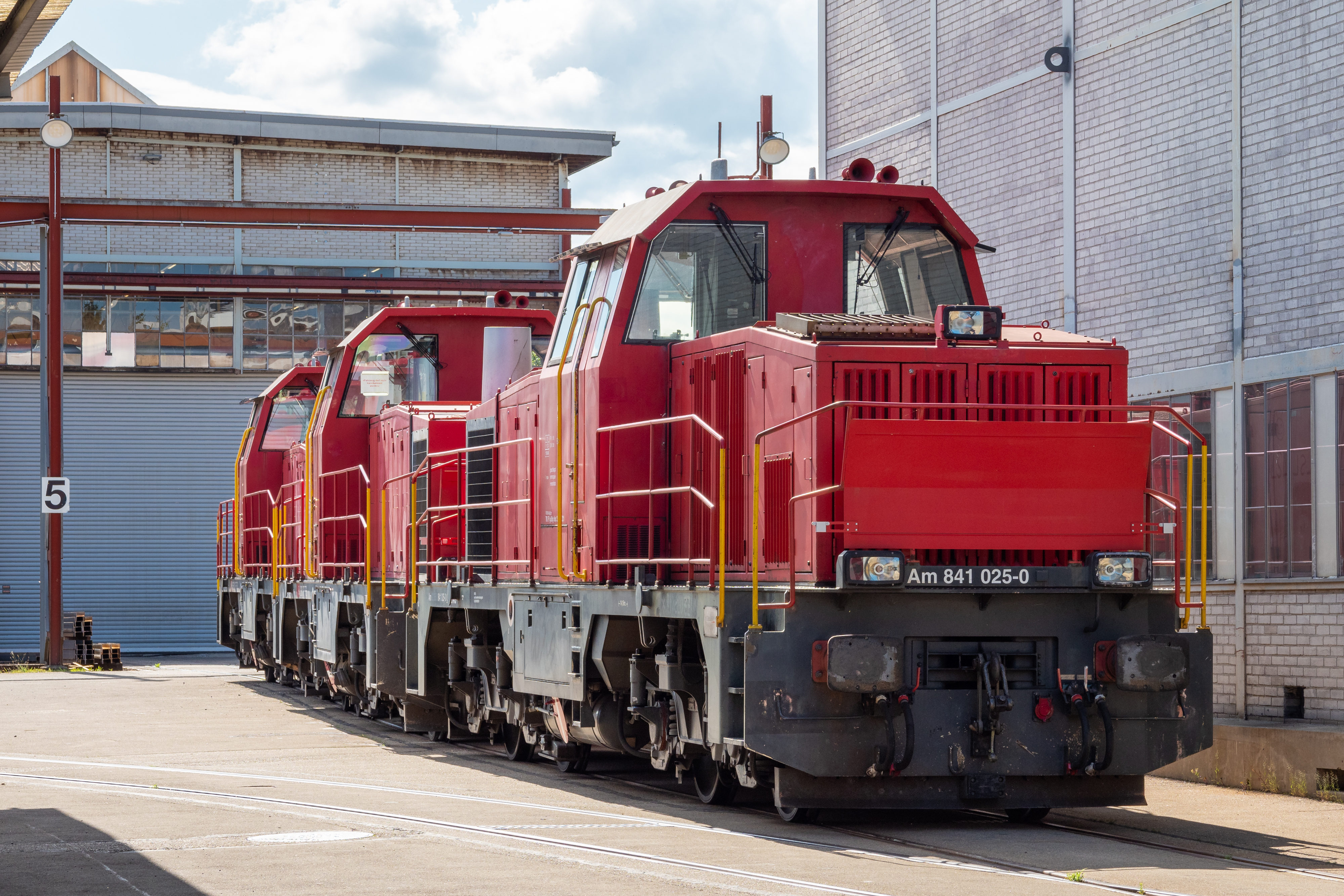
3 Am 841 bei Müller in Frauenfeld

Obwohl eigentlich zwölf Lokomotiven der Division Cargo zugeteilt sind, werden sie hauptsächlich von der Division Infrastruktur für Bauzüge verwendet. Zwei ETCS-taugliche Lokomotiven werden für den Hilfswagen des Lösch- und Rettungszuges Olten benötigt, zugleich sind sie als Abschlepplokomotiven für die Neubaustrecke bestimmt.

## Umbau
Das Frauenfelder Unternehmen Müller Technologie plant, bis 2023 mindestens zehn Am 841 zu Hybridlokomotiven Aeam 841 umzubauen. Die Lokomotiven werden mit Stromabnehmer, Transformator und Batterie, einem neuen Dieselmotor sowie ETCS BL3.6 ausgestattet. Die Höchstgeschwindigkeit wird auf 100 km/h erhöht.